# Флуфеназин
Флуфеназин (англ. Fluphenazine, лат. Fluphenazinum) — синтетичний лікарський засіб, що є піперазиновим похідним фенотіазину та належить до групи антипсихотичних препаратів. Флуфеназин застосовується переважно внутрішньом'язово, рідше перорально. Флуфеназин застосовується в лікарській практиці з 1959 року.

## Фармакологічні властивості
Флуфеназин — синтетичний антипсихотичний препарат, що є піперазиновим похідним фенотіазину. Механізм дії препарату полягає у блокуванні дофамінових рецепторів, переважно D2-типу, частково D1, у мезолімбічних структурах та чорній речовині головного мозку. Одночасно флуфеназин блокує також альфа-адренорецептори, проте з меншою активністю, ніж дофамінові. Застосування флуфеназину призводить до вираженого антипсихотичного ефекту, яке не призводить до значного пригнічення центральної нервової системи, а навіть призводить до незначного активування нервової системи. Седативний ефект препарату є незначним та спостерігається при застосуванні високих доз флуфеназину. Флуфеназин також блокує м-холінорецептори та гістамінові Н1-рецептори, діє на серотонінові рецептори 5-HT1 5-НТ2. Препарат має протиблювотний ефект, призводить до підвищення секреції пролактину в гіпофізі, спричинює зниження артеріального тиску, проте цей ефект у препарату менш виражений, ніж у інших антипсихотичних засобів. Флуфеназин застосовується для лікування шизофренії та інших психічних розладів, які супроводжуються гіперактивністю та збудженням. Форми препарату із сповільненим вивільненням застосовуються для тривалого підтримуючого лікування хронічних форм шизофренії після досягнення стабільної форми за допомогою антипсихотичних препаратів короткої дії, та для профілактики загострень шизофренії. При застосуванні флуфеназину спостерігається більша кількість екстрапірамідних побічних ефектів, ніж при застосуванні інших нейролептиків, зокрема аміназину, проте в порівнянні з аміназином флуфеназин спричинює менш виражену артеріальну гіпотензію та спричинює менше холінолітичних побічних ефектів. У клінічних дослідженнях показано, що флуфеназин спричинює більшу кількість лише екстрапірамідних побічних ефектів, та не доведено, що флуфеназин спричинює більшу загальну кількість побічних ефектів у порівнянні з іншими антипсихотичничними препаратами.

### Фармакокінетика
Флуфеназин швидко й добре всмоктується як після внутрішньом'язового введення, так і після перорального застосування, біодоступність препарату не досліджена. Максимальна концентрація флуфеназину досягається протягом 1,5—2 годин після перорального прийому препарату та протягом 30 хвилин після внутрішньом'язового введення. Флуфеназинпроходить через гематоенцефалічний бар'єр, через плацентарний бар'єр та виділяється в грудне молоко. Дані заметаболізм препарату відсутні. Виводиться флуфеназин з організму як із сечею, так і з жовчю. Період напіввиведення препарату становить 14,7–15,3 годин при застосуванні форм із стандартним вивільненням, та 6,8–9,6 діб при застосуванні форм із сповільненим вивільненням; тривалість дії форм із сповільненим вивільненням становить від 1 до 6 тижнів.

## Покази до застосування
Флуфеназин застосовують для лікування шизофренії та інших психічних розладів, які супроводжуються гіперактивністю та збудженням. Форми препарату із сповільненим вивільненням застосовуються для тривалого підтримуючого лікування хронічних форм шизофренії після досягнення стабільної форми за допомогою антипсихотичних препаратів короткої дії, та для профілактики загострень шизофренії.

## Побічна дія
При застосуванні флуфеназину найчастішими побічними ефектами є сонливість, дезорієнтація, депресія, аритмії, артеріальна гіпотензія, диспепсія, запор, холестатичний синдром, галакторея, аменорея, збільшення пігментації шкіри, агранулоцитоз, шкірні алергічні реакції; а також екстрапірамідні побічні ефекти, зокрема дискінезія, яка проявляється мимовільними рухами м'язів, тремор, ригідність м'язів, непосидючість, погіршення настрою. Іншими побічними ефектами при застосуванні препарату є:
- Алергічні реакції — фотодерматоз, набряк м'яких тканин, гарячка, системний червоний вовчак.
- З боку травної системи — нудота, жовтяниця, сухість у роті, порушення функції печінки.
- З боку нервової системи — сплутаність свідомості, дезорієнтація, судоми, головний біль, летаргія, дистонія, опістотонус, порушення розмумових функцій, порушення гостроти зору, вкрай рідко злоякісний нейролептичний синдром.
- З боку ендокринної системи — гінекомастія, порушення менструального циклу.
- З боку сечостатевої системи — порушення статевої функції, затримка сечопуску, нетримання сечі.
- Зміни в лабораторних аналізах — лейкопенія, тромбоцитопенія, вкрай рідко поява антиядерних антитіл.

## Протипокази
Флуфеназин протипоказаний при підвищеній чутливості до препарату, при важкому пригніченні нервової системи, важкій депресії, інтоксикації інгібіторами центральної нервової системи, органічних захворюваннях головного мозку та вираженому церебральному атеросклерозі, важкій фоточутливості, важких серцево-судинних захворюваннях, феохромоцитомі, гіперплазії передміхурової залози, важких захворюваннях печінки або нирок, дітям у віці менше 12 років.

## Форми випуску
Флуфеназин випускається у вигляді таблеток і драже по 0,00025; 0,001; 0,0025 і 0,005 г; та 0,25% олійного розчину в ампулах по 1 мл.